# Łagisza
Łagisza – dzielnica Będzina leżąca w jego północnej części.
W latach 1915–1954 siedziba gminy Łagisza. W latach 1954–1968 wieś należała i była siedzibą władz gromady Łagisza, zniesionej w związku z przekształceniem gromady w miasto. W 1973 włączona do Będzina.
Wieś biskupstwa krakowskiego w księstwie siewierskim w końcu XVI wieku.

## Geografia
Łagisza zajmuje 8,63 km² i liczy ok. 4 tysięcy mieszkańców.
Od północy graniczy z gminą Psary (sołectwa: Sarnów i Preczów), od wschodu z miastem Dąbrowa Górnicza, od południa z dzielnicami Gzichów i Brzozowica, od zachodu z dzielnicą Grodziec.
Przez wschodnia część dzielnicy (Podłosie) przepływa Czarna Przemsza, przez południową – Potok Psarski (Psarka).
W skład dzielnicy wchodzą mniejsze jednostki: Stara Łagisza, Glinice, Stachowe, Jazowe, Pustkowie, Bory, Podłosie i Niepiekło.

## Gospodarka
Łagisza stanowi dzielnicę w znacznej części przemysłową (choć plany uprzemysłowienia były znacznie szersze)(m.in. duża elektrownia o mocy 1060 MW, zakłady materiałów budowlanych). Zabudowa Łagiszy składa się głównie z jednorodzinnych domków. Łagisza znajduje się na starej trasie Katowice – Warszawa (ob. ul. Pokoju), a dziś nowa droga krajowa nr 86 w tych kierunkach przebiega przez pn.-zach. część dzielnicy. W północnej części biegnie piaskowa linia kolejowa 183 (Dąbrowa Górnicza Ząbkowice – Brzeziny Śląskie) na której znajdowała się stacja kolejowa Będzin Łagisza.

## Nazwa
Nazwę dzielnicy jako osobnej miejscowości w zlatynizowanej formie Lagyscha wymienia w latach (1470–1480) Jan Długosz w księdze Liber beneficiorum dioecesis Cracoviensis.

## Historia

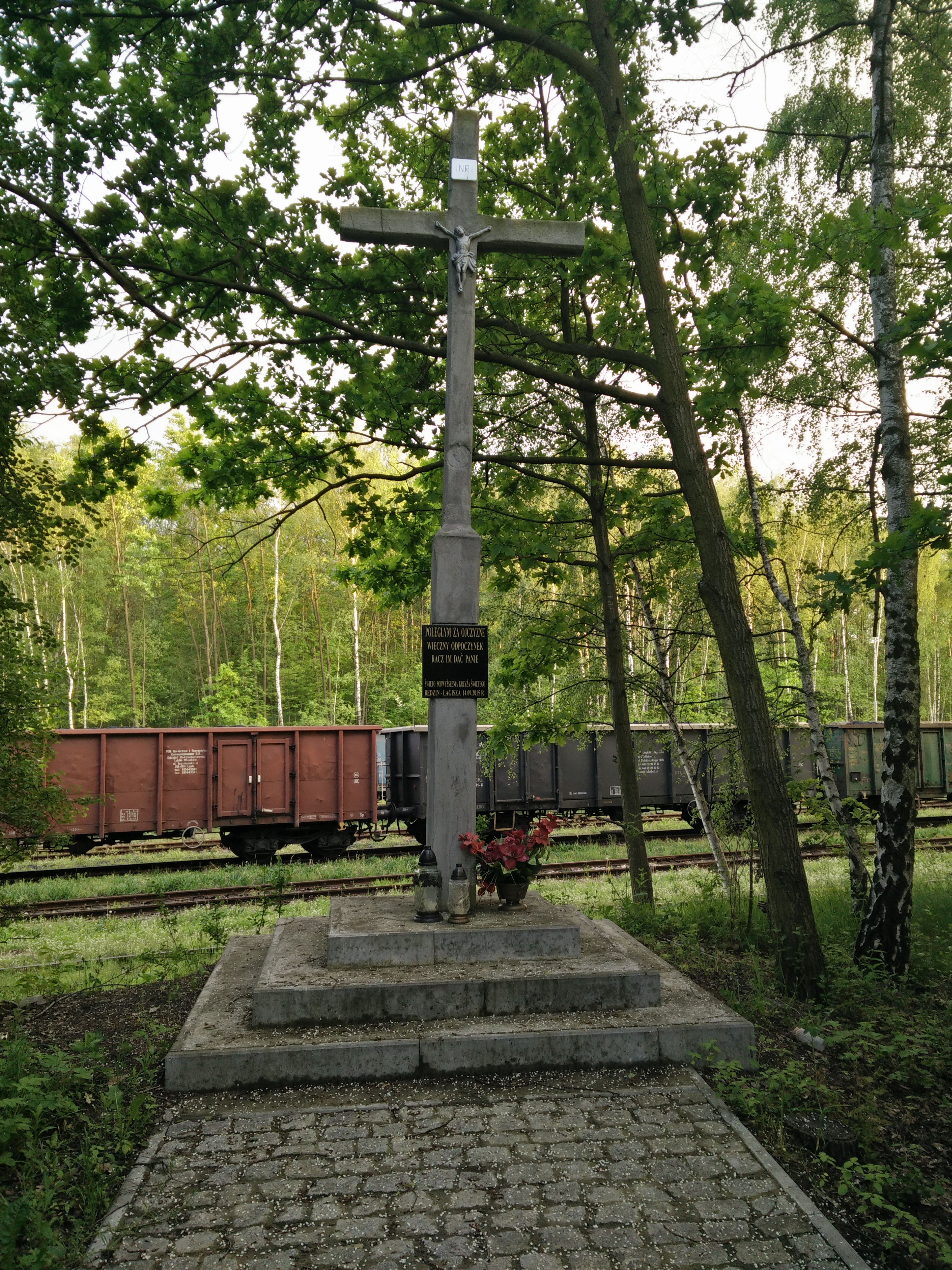
Krzyż poświęcony poległym za ojczyznę w 2017 roku

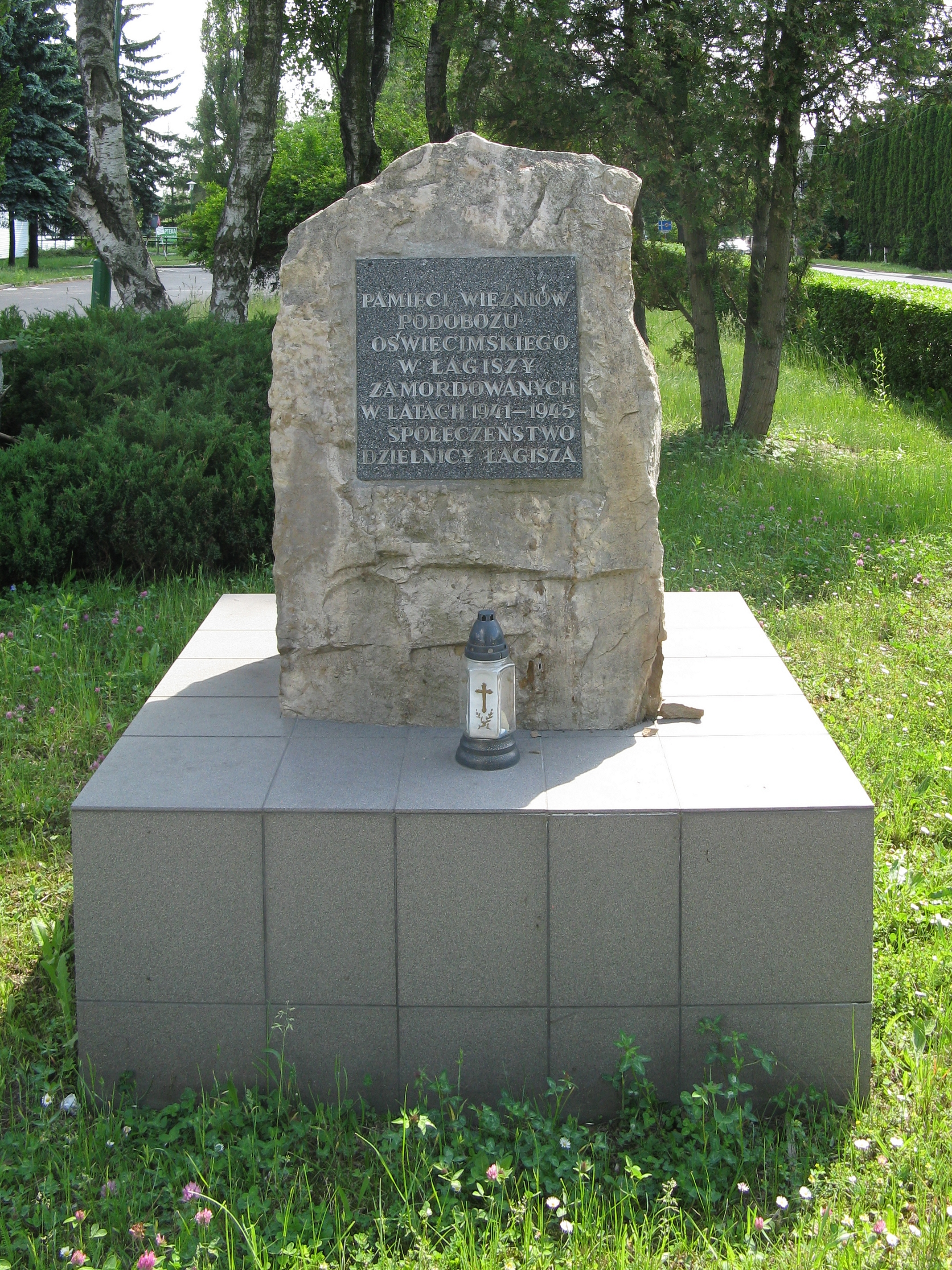
Pomnik pamięci więźniów podobozu oświęcimskiego w Łagiszy zamordowanych w latach 1941–1945(2018)

Łagisza od wieków położona koło ruchliwej drogi z Będzina do Siewierza. W starożytności musiała być tutaj ludna osada skoro w 1967 r. odkryto cmentarz z 343 grobami i inne znaleziska datowane na schyłkową epokę brązu (kultura łużycka). Pierwsza informacja o Łagiszy, jako wsi pochodzi z 1254 r. Łagisza znalazła się wtedy w grupie miejscowości, z której norbertanki ze Zwierzyńca koło Krakowa rezygnowały z dziesięciny w zamian za dochody ze wsi Grodziec. Samodzielnie w dokumentach Łagisza występuje od 1301 r. Po 1443 r. w księstwie siewierskim, gdzie stanowi własność biskupią. W XVII w. na terenie wsi powstaje karczma i dwa młyny, sama Łagisza jest jednak niewielką miejscowością, skoro miała wtedy tylko kilkudziesięciu mieszkańców. W II poł. XIX w. na terenie wsi zaczęto otwierać odkrywkowe kopalnie węgla kamiennego, co przyniosło znaczny rozwój.
W 1914 powstała gmina łagiska, obejmująca również wsie: Grodków, Psary, Sarnów, Preczów i mająca 7368 mieszkańców (sama Łagisza liczyła 3532 mieszkańców).
W 1924 r. powstała parafia (wyodrębniona z parafii grodzieckiej) diecezji kieleckiej (od 28 X 1925 – częstochowskiej, a od 25 marca 1992 – sosnowieckiej).
W tym samym roku powstała też lokalna Ochotnicza Straż Pożarna Łagisza. Inicjatorem powstania tej organizacji była Gminna Rada Narodowa z wójtem Pawłem Wyględaczem na czele.
W czasie II wojny światowej obowiązywała niemiecka nazwa miejscowości: Mildenfeld. W 1942 r. na terenie budowanej przez władze polskie elektrowni, Niemcy założyli filię oświęcimskiego obozu koncentracyjnego, ukrytego pod kryptonimem „Haaga”. Już po II wojnie światowej zbudowano jedną z większych w kraju Elektrownię „Łagisza”, a pierwszy blok energetyczny uruchomiono w 1963 r.; prace kontynuowano w 1985 r., a obecnie znów rozbudowywana (2007-2008).
W 1969 r. Łagiszę podniesiono do rangi samodzielnego miasta, a 1 stycznia 1973 r. włączono ją jako dzielnicę do Będzina.

## Religia

### Parafia rzymskokatolicka

#### Historia

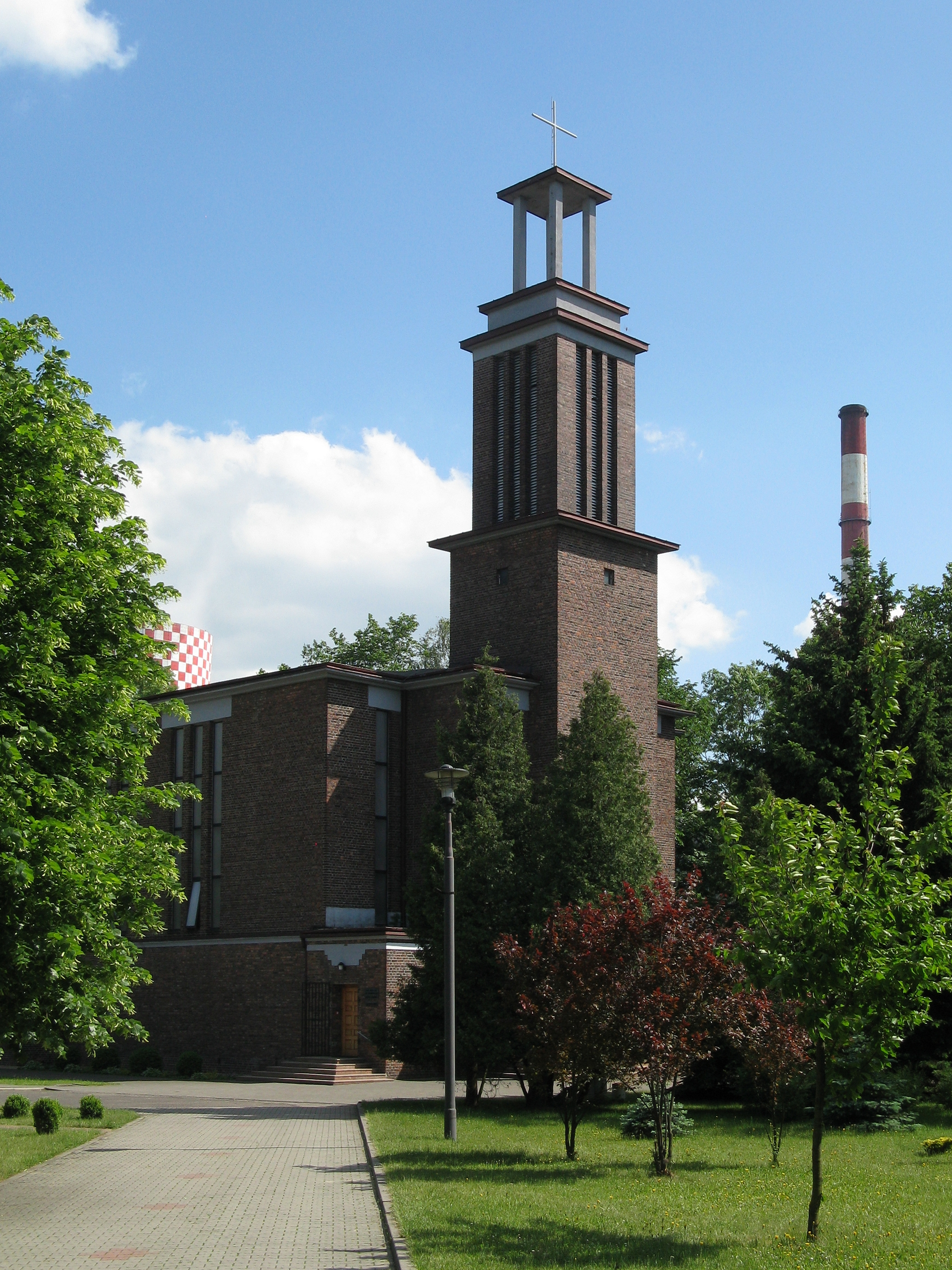
Kościół parafialny w 2018 roku

14 września 1924 r. (w dzień Podwyższenia Krzyża Świętego) zebranie ogólnogminne podjęło uchwałę, domagającą się wydzielenia wsi Łagisza z parafii Grodziec. Podjęto też decyzję o założeniu cmentarza (na dwóch morgach), pod który wydzielono grunt. Przyszłej parafii przydzielono 6 mórg. Biskup kielecki, ks. Augustyn Łosiński przychylił się do prośby i erygował kościół filialny Niepokalanego Poczęcia NMP, a ks. Mariana Kluszczyńskiego mianował rektorem filialnym w Łagiszy. Niewielki murowany kościółek (15 × 7,5 m) budowano już od 26 VIII 1924 r. (starania o budowę podjęto już w 1907 r.) (obecnie jest kaplicą przedpogrzebową). Ustanowiono też 2 odpusty: w oktawie Bożego Ciała oraz 8 grudnia (Matki Boskiej Niepokalanego Poczęcia). 8 września 1937 r. ks. biskup Antoni Zimniak poświęcił dzwony, nabyte z ofiar wiernych przez ks. Teofila Banacha.
W 1940 r. powiększona o dwie wioski parafia liczyła 4109 osób (1144 rodziny), w tym 528 osób z Preczowa i 1230 osób z Sarnowa. Pod koniec 1945 r. parafia miała 4653 wiernych. W tym czasie ks. Leon Stasiński postanowił wybudować większy kościół. Projekt świątyni wykonał inż. arch. Tadeusz Rudzki z Sosnowca i 27 maja 1946 r. rozpoczęto budowę (fundamenty poświęcił biskup Teodor Kubina 27 września 1946 r.). 6 marca 1949 r. biskup pomocniczy Stanisław Czajka poświęcił 3 dzwony, a 17 lipca 1949 r. konsekrowano organy. W tym samym roku Jadwiga Socha z Krakowa namalowała drogę krzyżową. 25 września ordynariusz ks. dr Teodor Kubina konsekrował nowy kościół wraz z trzema ołtarzami (głównym – Niepokalanego Serca Matki Bożej, bocznymi – św. Józefa i Serca Jezusowego).
W latach 50. XX w. wybudowano też Dom Parafialny (plebanię). W latach 80. XX w. na frontonie kościoła umieszczono płaskorzeźby Jana Pawła II, Stefana Wyszyńskiego, św. brata Alberta Chmielowskiego i św. Rafała Kalinowskiego.
Dzięki staraniom proboszcza ks. kan. Eugeniusza Stępnia oddano wiernym z kolonii: Bory, Podłosie i Niepiekło kaplicę na Borach. 2 listopada 1993 r. biskup dr Adam Śmigielski poświęcił tę kaplicę oraz obraz NMP Wspomożycielki Wiernych, który to tytuł nadał kaplicy. Na kaplicę adaptowano w 1993 r. dawny budynek mieszkalny. W 1994 r. postawiono przy niej kilkumetrową konstrukcję metalową w kształcie wieży, zakończoną krzyżem W środku konstrukcji jest mała kapliczka z figurą Matki Bożej. Msze odprawiane są w kaplicy w każdą sobotę po południu.
1 lipca 1988 r. z parafii łagiskiej wyłączono Preczów (parafia bł. Michała Kozala) (do parafii tej należy m.in. Niepiekło), a 6 czerwca 1991 r. Sarnów (parafia Jezusa Chrystusa Dobrego Pasterza).
16 października 1997 r. powstał Parafialny Oddział Akcji Katolickiej.

#### Cmentarz
Do 1924 r. zmarłych mieszkańców Łagiszy grzebano na cmentarzu parafialnym w Grodźcu przy ul. Różyckiego. Z chwilą ustanowienia parafii w 1924 r. założono cmentarz (ul. Cmentarna, ob. Energetyczna), jednak w tymże roku w Grodźcu pochowano jeszcze 25 łagiszan. Pośrodku cmentarza znajduje się grób Jana Gwoździa (organisty w Grodźcu) i jego rodziny z 1924 r.

#### Proboszczowie
- 1924-1928 – ks. Marian Kluczyński
- 1928-1937 – ks. Teofil Banach
- 1937-1939 – ks. Roman Ramus (ur. 1907, zm. 20 marca 1970 w Będzinie, poch. w Łagiszy)
- 1939-1952 – ks. prałat Leon Stasiński (budowniczy nowego kościoła) (ur. 1903 we Wrzecionowie k. Częstochowy, zm. 3 czerwca 1983 w Białej Górnej)
- 1952-1959 – ks. Stefan Banasiński
- 1959-1981 – ks. kan. Mieczysław Piega (ur. 5 lipca 1911, zm. 6 września 1981, poch. w Łagiszy)
- 1973-1985 – ks. prał. Mieczysław Oset (ur. 24 września 1934 w Podlesiu, zm. 13 lutego 2008 w Czeladzi, poch. w Wieluniu)
- 1985-1989 – ks. kan. Józef Moch (ur. 1930 w Paryżu, zm. 13 maja 2003 w Krakowie, poch. w Wieruszowie)
- 1989-2007 – ks. kan. Eugeniusz Stępień (ur. 28 stycznia 1937, zm. 10 kwietnia 2011, poch. w Czeladzi)
- 2007-nadal – ks. Grzegorz Rozpończyk.

### Świadkowie Jehowy
Na terenie dzielnicy istnieje zbór Świadków Jehowy Będzin-Łagisza.

## Ulice
- Bory
- Dąbrowska
- Drzewna
- Energetyczna (dawniej Cmentarna)
- Jedności (dawniej Wiejska)
- Kolorowa (dawniej Hałdy)
- Korczaka Janusza
- Krótka (dawniej Szkolna)
- Łączna
- Mickiewicza Adama
- Niepiekło
- Niepodległości (dawniej Doroty)
- Odkrywkowa (dawniej Siemońska)
- Odrodzenia (dawniej Cegielniana)
- Ogrodowa
- Parkowa
- Podleśna
- Podłosie
- Pokoju (dawniej Główna)
- Produkcyjna
- Pustkowie
- Radosna
- Rzeczna
- Rzemieślnicza
- Stachowe
- Gzichowska (dawniej gen. Świerczewskiego Karola)
- Świerkowa
- Usługowa

## Ważniejsze instytucje
- Urząd Pocztowy – filia nr 4
- Szkoła Podstawowa nr 9 im. Noblistów Polskich (dawniej Miejski Zespół Szkół nr 4 im. Noblistów Polskich)
- Kościół Niepokalanego Poczęcia NMP pod patronem św. brata Alberta
- Miejska Biblioteka Publiczna – filia nr 4 im. St. Żeromskiego
- Dom dla bezdomnych (Caritas Diecezji Sosnowieckiej)
- Ochotnicza Straż Pożarna Łagisza[6]
- Niepubliczny Zakład Opieki Zdrowotnej „Zdrowie” Sp. z o.o.
- „Eł-med” Niepubliczny Samodzielny ZOZ „El-serwis” Sp. z o.o.
- Polski Związek Wędkarski, Koło nr 70 w Będzinie
- Towarzystwo Przyjaciół Łagiszy